# 2019年多倫多國際影展
第44屆多倫多國際影展於2019年9月5日至15日（當地時間）在加拿大多倫多舉行 。

## 單元
以下電影被選定為各單元：

### 全景展映單元
- 《雪人奇缘》，導演：吉爾·庫爾頓（英语：Jill Culton）
- 《熱氣球飛行家》，導演：湯姆·哈波（英语：Tom Harper (director)）
- 《美國女子（英语：American Woman (2019 film)）》，導演：塞米·切拉斯（英语：Semi Chellas）
- 《知音時間》，導演：瑪麗艾·海勒
- 《黑鳥（英语：Blackbird (2019 film)）》，導演：羅傑·米歇爾（英语：Roger Michell）
- 《賽道狂人》，導演：詹姆斯·曼高德
- 《舞孃騙很大》，導演：蘿倫·絲卡法莉亞（英语：Lorene Scafaria）
- 《小丑》，導演：陶德·菲利普斯
- 《金翅雀》，導演：約翰·克勞利
- 《不完美的正義》，導演：德斯汀·丹尼爾·克雷頓

### 特別放映
- 《再次回家》，導演：王穎
- 《兔嘲男孩》，導演：塔伊加·維迪提
- 《鋒迴路轉》，導演：莱恩·约翰逊
- 《繼園臺七號》，導演：楊凡
- 《痛苦與榮耀》，導演：佩德罗·阿尔莫多瓦尔
- 《寄生上流》，導演：奉俊昊
- 《蘭心大劇院》，導演：娄烨
- 《教宗的承繼》，導演：费尔南多·梅里尔斯
- 《天气之子》，導演：新海誠
- 《我叫多麥特》，導演：克雷格·布魯爾（英语：Craig Brewer）
- 《婚姻故事》，導演：諾亞·波拜克

### 當代電影世界
- 《氣球》，導演：万玛才旦
- 《靈界迴路（英语：The Long Walk (film)）》，導演：麥蒂·鐸（英语：Mattie Do）
- 《悲慘世界》，導演：萊奇·里（法语：Ladj Ly）
- 《地久天长》，導演：王小帅
- 《陽光普照》，導演：鍾孟宏
- 《同義詞》，導演：那達夫·拉匹
- 《南方車站的聚會》，導演：刁亦男

### 大師
- 《關於無盡（英语：About Endlessness）》，導演：羅伊·安德森
- 《隱蔽的生活（英语：A Hidden Life (2019 film)）》，導演：泰倫斯·馬利克
- 《我當時在家，但...（德语：Ich war zuhause, aber）》，導演：安姬拉·夏納萊克
- 《導演先生的完美假期（英语：It Must Be Heaven）》，導演：伊利亞·蘇萊曼
- 《抱歉我們錯過你了》，導演：肯·洛區
- 《在世界盡頭開始旅行（英语：To the Ends of the Earth (2019 film)）》，導演：黑澤清
- 《吹哨奇案（英语：Gomera (film)）》，導演：柯內流·波蘭波宇
- 《殭屍小孩（英语：Zombi Child）》，導演：貝特朗·波尼洛

### 午夜瘋狂
- 《屍家禁地（英语：Blood Quantum (film)）》，導演：傑夫·巴納比
- 《星之彩》，導演：李察·史丹利
- 《初戀》，導演：三池崇史
- 《雷巡者：剛達拉（英语：Gundala (film)）》，導演：喬可·安華（英语：Joko Anwar）
- 《二十世紀（英语：The Twentieth Century (film)）》，導演：馬修·蘭金（英语：Matthew Rankin）

### 站台
- 《馬丁伊登》，導演：皮耶托·馬切羅（英语：Pietro Marcello）
- 《熱帶雨》，導演：陳哲藝
- 《金属之声》，导演：达利乌斯·马德（英语：Darius Marder）

## 外部連結
- 官方网站